# 1170 Siva
Az 1170 Siva (ideiglenes jelöléssel 1930 SQ) egy marsközeli kisbolygó. Eugène Joseph Delporte fedezte fel 1930. szeptember 29-én.